# Anna Herbst
Anna Herbst (* 8. Dezember 1985 in Bensberg) ist eine deutsche Opernsängerin (Sopran).

## Leben
Anna Herbst wurde in Bensberg bei Köln geboren und wuchs in Köln auf.
Ihre ersten gesanglichen Erfahrungen sammelte sie ab dem Alter von sieben Jahren im Chor des Kölner Komponisten und Kirchenmusikers Heinz-Martin Lonquich. 2004 wurde sie als Jungstudentin an der Hochschule für Musik und Tanz Köln aufgenommen und studierte zunächst bei Henner Leyhe, ab 2005 bei Josef Protschka Gesang und schloss 2010 mit dem Diplom in Künstlerischer Ausbildung (Opern- und Konzertgesang) und in Gesangspädagogik ab. Darauf folgte ein Masterstudium Operngesang bei Kai Wessel an der HfMT Köln, das sie im September 2012 mit „sehr gut“ abschloss, sowie ein Aufbaustudium zum Master of Music Barockgesang am Institut für Alte Musik Köln, das sie 2014 ebenfalls mit „sehr gut“ absolvierte.
Anna Herbst war Stipendiatin der Yehudi Menuhin Stiftung, Preisträgerin beim Bundeswettbewerb Gesang 2006 auf Landesebene und Finalistin des Liedwettbewerbes der HfMT Köln 2013. Zur Vervollständigung ihrer Ausbildung nahm sie an zahlreichen Meisterkursen im In- und Ausland teil; unter anderem bei Edita Gruberová, Silvana Bartoli-Bazzoni, Paul Agnew, der Lautten Compagney Berlin, Sissel Hoyem-Aune, Kristina Laki, Arthur Janzen, Hellen Kwon, Jeanne Piland und Karl Kammerlander.
Ihre Konzerttätigkeit führte Anna Herbst bereits in die Kölner Philharmonie (Weihnachtsoratorium von Johann Sebastian Bach, 2014; Beatus Vir von Antonio Vivaldi, 2012), in die Tonhalle Düsseldorf (King Arthur nach Henry Purcell, 2013) an die Bochumer Kammerspiele (Arlecchina und der Edelmann von Lully/Molière, 2013), das Beethoven-Haus Bonn sowie zu Konzerten nach Frankreich, Italien, Liechtenstein und in die Schweiz.
Auf der Opernbühne verkörperte sie zahlreiche Partien, deren stilistisches Spektrum vom Frühbarock über Mozart bis zur zeitgenössischen Literaturoper reicht, darunter die Pamina in der Zauberflöte von Mozart bei der Jungen Oper NRW, die Michaela in Bizets Carmen am Opernloft Hamburg, die Euridice in Charpentiers La descente d’Orphée aux enfers am Theater Aachen sowie eine Brautjungfer in Webers Freischütz an der Oper Köln.
Anna Herbst hat sich immer gerne der Alten und der zeitgenössischen Musik gewidmet. Regelmäßig wird sie für Uraufführungen nach Zürich eingeladen (Oh Vielgeliebte 2011, Eros 2012, Beim Hut des Hermes 2013 und Eva 2015).
2014 war sie mit den Mysteries of the Macabre von György Ligeti im großen Sendesaal des WDR in Köln zu hören.
Seit der Spielzeit 2014/2015 ist sie Mitglied des internationalen Opernelitestudios am Theater Lübeck.
2019 sang sie die Titelrolle in Franz Danksagmüllers Kammeroper Nova – Imperfecting Perfection beim Deutschen Evangelischen Kirchentag 2019 in Dortmund.